# آبشار آثیراپیلی
آبشار آثیراپیلی (به انگلیسی: Athirappilly Falls) آبشاری است که در  کرالا، هند واقع شده و ارتفاع کلی ریزشگاه آن ۲۵ متر (۸۲ فوت) است.